# 直江広治
直江 広治（なおえ ひろじ、1917年5月23日 - 1994年2月1日）は、日本の民俗学者、筑波大学名誉教授。

## 来歴
青森県出身。1941年に東京文理科大学卒業。1942年北京の輔仁大学講師。戦後、東京教育大学教授、筑波大学教授。1982年定年退官、名誉教授、清泉女子大学教授。1962年「屋敷神の研究」で東京教育大学から文学博士の学位を授与され、1966年同書で柳田国男賞受賞。

## 著書
- 学生の世界史 清水書院 1955
- 屋敷神の研究 日本信仰伝承論 吉川弘文館 1966
- 中国の民俗学 岩崎美術社 1967 (民俗民芸双書)
- 祭りと年中行事 桜楓社 1980.1
- 生活(くらし)の中の神々 熱田神宮宮庁 1983.3 (熱田神宮文化講座講録集)
- 民間信仰の比較研究 比較民俗学への道 吉川弘文館 1987.8

## 共編
- 日本子どもの歴史 3-4 武士の子・庶民の子 石川松太郎共編 第一法規出版 1977
- 日本の技 2 江戸の伝統技と心 関東 竹内淳子共編 集英社 1983.7
- 稲荷信仰 雄山閣出版 1984.7 (民衆宗教史叢書)
- 東南アジア華人社会の宗教文化に関する調査研究 窪徳忠共編 南斗書房 1987.4